# Desić
Desić (izvirno srbsko Десић) je naselje v Srbiji, ki upravno spada pod Mesto Šabac; slednja pa je del Mačvanskega upravnega okraja.

## Demografija
V naselju živi 248 polnoletnih prebivalcev, pri čemer je njihova povprečna starost 42,8 let (40,3 pri moških in 45,1 pri ženskah). Naselje ima 105 gospodinjstev, pri čemer je povprečno število članov na gospodinjstvo 2,88.
To naselje je popolnoma srbsko (glede na rezultate popisa iz leta 2002), a v času zadnjih treh popisov je opazno zmanjšanje števila prebivalcev.
|  |

| Demografija | Demografija     | Demografija     |
| Leto        | Št. prebivalcev | Št. prebivalcev |
| ----------- | --------------- | --------------- |
|             |                 |                 |
|             |                 |                 |
|             |                 |                 |
|             |                 |                 |
| 1948        | 667             |                 |
| 1953        | 684             |                 |
| 1961        | 585             |                 |
| 1971        | 484             |                 |
| 1981        | 409             |                 |
| 1991        | 383             | 366             |
| 2002        | 307             | 302             |
|             |                 |                 |

| Etnična sestava po popisu iz leta 2002 | Etnična sestava po popisu iz leta 2002 | Etnična sestava po popisu iz leta 2002 | Etnična sestava po popisu iz leta 2002 | Etnična sestava po popisu iz leta 2002 |
| -------------------------------------- | -------------------------------------- | -------------------------------------- | -------------------------------------- | -------------------------------------- |
| Srbi                                   | Srbi                                   |                                        | 302                                    | 100,0%                                 |
| Neznano                                | Neznano                                |                                        | 0                                      | 0,0%                                   |